# ويليام إي. همفري
ويليام إي. همفري (بالإنجليزية: William E. Humphrey)‏ هو محامي وسياسي أمريكي، ولد في 31 مارس 1862 في ألامو في الولايات المتحدة، وتوفي في 14 فبراير 1934 في واشنطن العاصمة في الولايات المتحدة. حزبياً، نشط في الحزب الجمهوري. وقد انتخب عضو مجلس النواب الأمريكي.